# Thomas Lamplugh
Pour les articles homonymes, voir Lamplugh.
Thomas Lamplugh est un prélat de l'Église d'Angleterre baptisé en 1615 et mort le 5 mai 1691. Il est évêque d'Exeter de 1676 à 1688, puis archevêque d'York de 1688 à sa mort.

## Biographie

### Origines et études
Les parents de Thomas Lamplugh, Christopher Lamplugh et Anne Roper, sont originaires du Yorkshire. Leur fils est vraisemblablement né et baptisé dans le village de Thwing, dans le Yorkshire de l'Est, bien qu'une interpolation dans le registre paroissial de Lamplugh mentionne son baptême dans ce village du Cumberland sous la date du 13 juin 1615. Il part vivre à un jeune âge dans le Cumberland, chez son oncle Thomas, et reçoit son éducation primaire à l'école de St Bees.
En 1634, Lamplugh est inscrit au Queen's College de l'université d'Oxford. Il décroche son Bachelor of Arts en 1639 et son Master of Arts en 1642. Élu fellow en 1642, il reste fidèle à l'Église d'Angleterre pendant l'interrègne anglais. Après avoir obtenu son Bachelor of Divinity en 1657, il devient prêtre à l'église Holyrood (en) de Southampton, puis recteur de Binfield (Berkshire) et Charlton-on-Otmoor (Oxfordshire) en 1659.
Après la restauration de Charles II, Lamplugh est nommé Doctor of Divinity (en) par décret royal en 1660. Le roi lui offre l'archidiaconé d'Oxford en 1663, mais cette nomination est remise en cause par Thomas Barlow (en), qui obtient gain de cause devant les assises d'Oxford l'année suivante. Charles II lui attribue alors l'archidiaconé de Londres (en), ainsi que le doyenné de Rochester en 1673.

### Évêque d'Exeter
Thomas Lamplugh est élu évêque d'Exeter le 3 octobre 1676 et sacré le 12 novembre au palais de Lambeth, à Londres. Durant son épiscopat, il se montre attentif aux besoins de son diocèse, notamment en promouvant la rénovation des églises paroissiales. Il fait preuve de rigueur à l'encontre des catholiques et des protestants dissidents. En tant que membre de la Chambre des lords, il se montre fidèle au roi et au comte de Danby Thomas Osborne.
En mai 1688, Lamplugh fait partie des rares évêques anglais qui acceptent de faire lire publiquement la Déclaration d'indulgence promulguée par le roi Jacques II, même s'il rejoint ensuite ceux de ses pairs qui réclament son retrait. À l'annonce du débarquement de Guillaume d'Orange à Torbay, il quitte Exeter après avoir prononcé un discours en faveur de Jacques II et se rend auprès du roi à Londres. Ce dernier le récompense de sa loyauté en le nommant archevêque d'York, un siège vacant depuis plus de deux ans.

### Archevêque d'York
L'élection de Thomas Lamplugh à l'archevêché d'York prend place le 28 novembre 1688 et elle est confirmée le 8 décembre, quelques semaines à peine avant la fuite de Jacques II à l'étranger. Après son départ, Lamplugh continue d'abord à défendre ses droits dans les votes successifs au Parlement, mais il finit par prêter serment à Guillaume et Marie en mars et participe à leur sacre le 11 avril.
Thomas Lamplugh meurt le 5 mai 1691 au palais de Bishopthorpe (en), résidence des archevêques d'York. Il est enterré en la cathédrale d'York, où se trouve un monument funéraire à son effigie réalisé par le sculpteur Grinling Gibbons. Marié en 1663 avec Catherine, la fille d'Edward Davenant (en) de Gillingham, dans le Dorset, il survit à quatre de leurs cinq enfants. Le seul qui lui survit est un fils, également appelé Thomas.

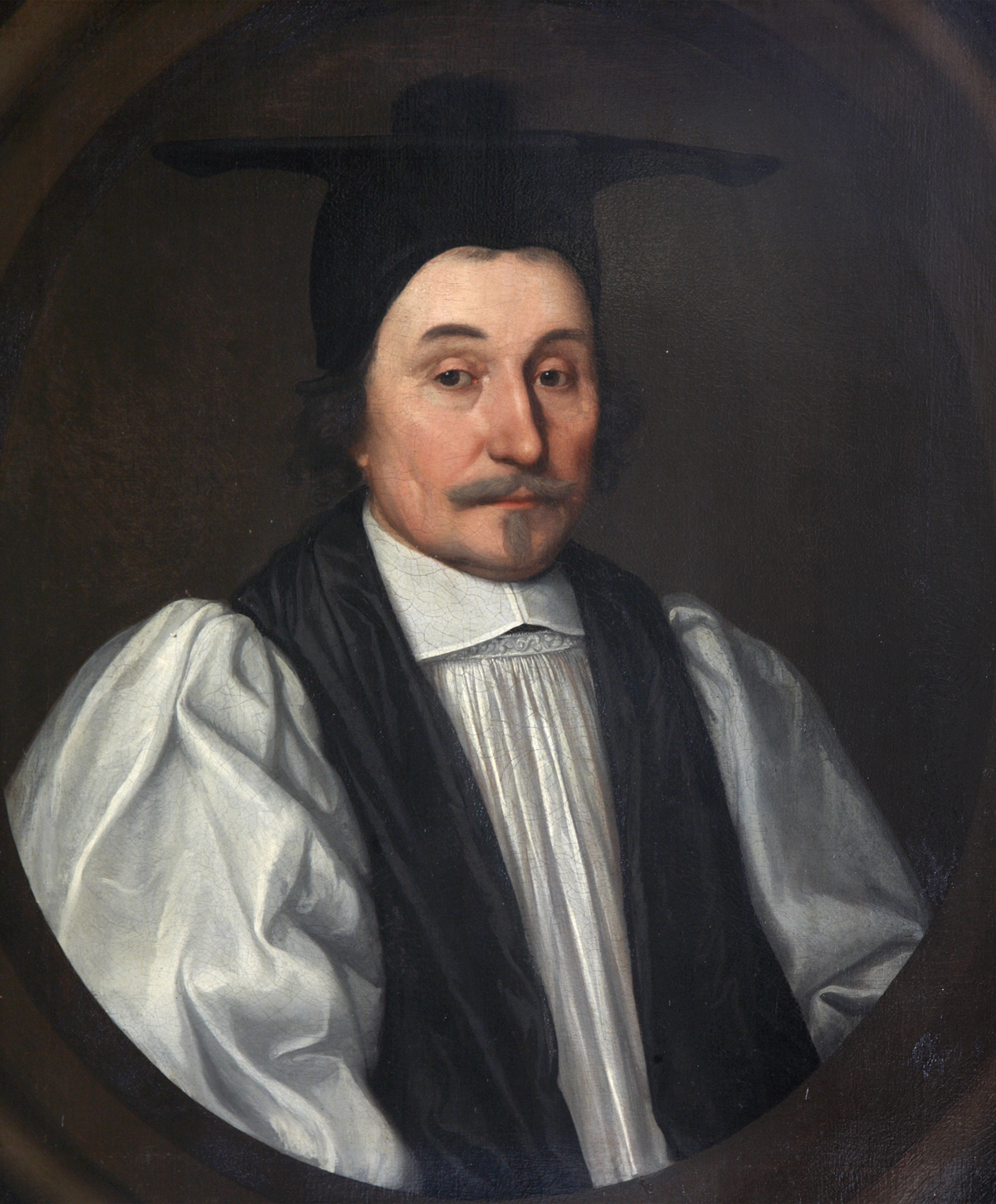
Portrait de Thomas Lamplugh conservé au palais épiscopal d'Exeter.
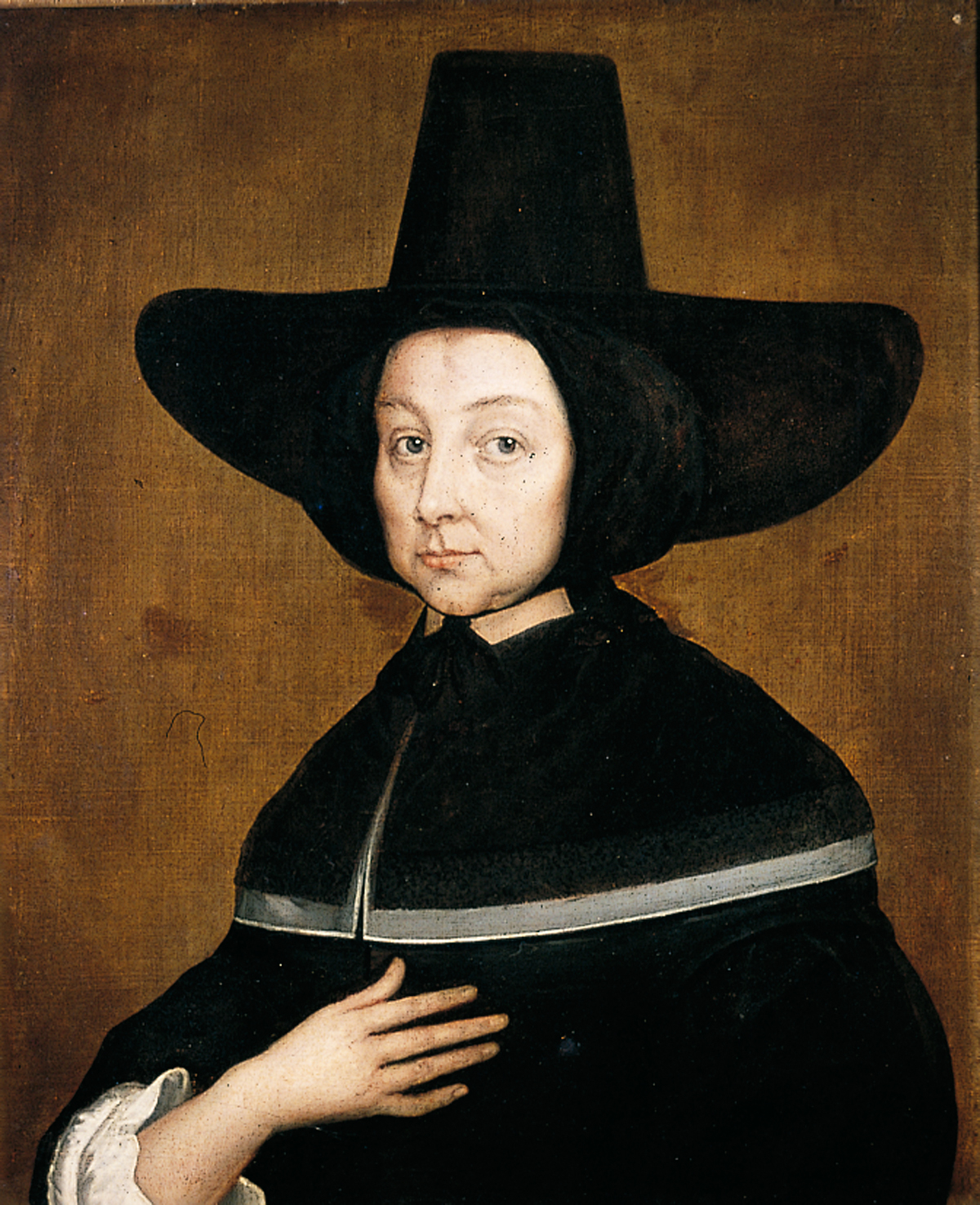
Portrait de Catherine Davenant, la femme de Thomas Lamplugh.
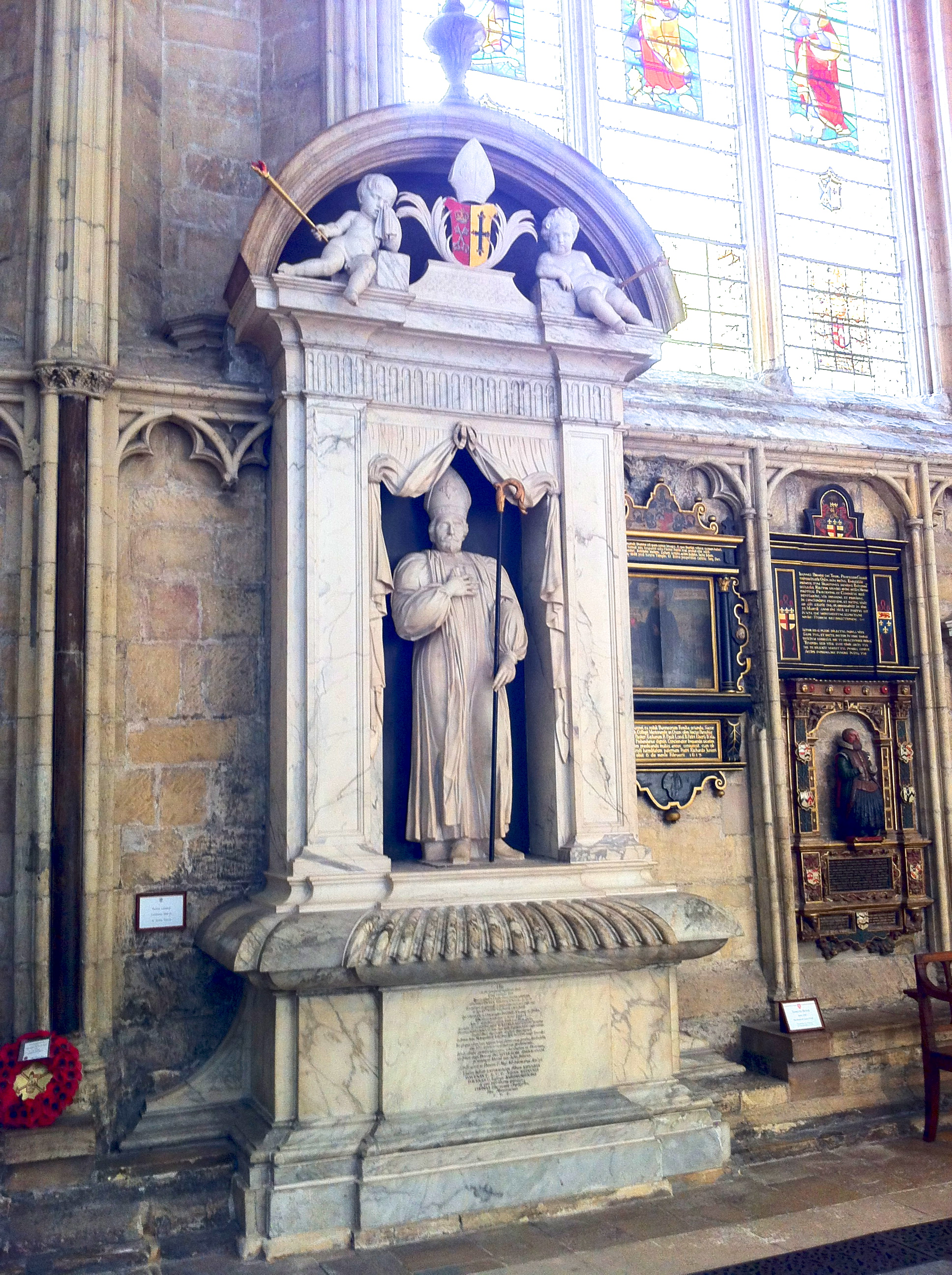
Le monument funéraire de Thomas Lamplugh à York.